# Filhas de Assata
Filhas de Assata (Inglês: Assata's Daughters) é uma organização americana Black Power formada por jovens mulheres e meninas afro-americanas radicais de Chicago, que opera a partir de perspectivas negras, queer e feministas, com foco em educação política, organização e serviços revolucionários. O grupo se dedica ao ativismo libertário radical na tradição de Assata Shakur, ex-membro do Exército de Libertação Negra (BLA). A organização é frequentemente criticada por essa conexão, já que Assata Shakur foi condenada por assassinato em primeiro grau, assalto à mão armada e outros crimes em 1977, relacionados ao assassinato de um policial no estado de Nova Jersey.
O grupo adotou e expandiu os princípios do Programa de Dez Pontos [en] como sua plataforma. Esse programa foi escrito por Huey Newton como o manifesto do Partido dos Panteras Negras, uma organização Black Power que ele cofundou. A organização faz parte do movimento de abolição da polícia e das prisões [en]. O Filhas de Assata foi fundado em março de 2015 e integra um grupo de organizações de ativistas negros conhecido como Movimento pelas Vidas Negras [en]. Em 2016, o Filhas de Assata contava com 68 membros ativos.

## Fundação
Fundada em 2015, a Filhas de Assata é uma das muitas organizações contemporâneas que se propuseram a protestar contra a violência policial, especificamente na cidade de Chicago. O assassinato de Eric Garner e os protestos subsequentes foram fatores que levaram à organização das Filhas de Assata em Chicago. O grupo se envolve em táticas de protesto semelhantes às dos membros do Black Youth Project 100 [en] para interromper os "negócios como de costume" e aumentar a conscientização sobre sua causa.
A organização foi fundada por Page May, uma mulher afro-americana. May cresceu em uma cidade predominantemente branca na Virgínia, mudou-se para Massachusetts para cursar a faculdade e chegou a Chicago por meio de uma bolsa de estudos. May passou algum tempo em Chicago trabalhando com o Black Youth Project 100, que, segundo ela, abriu caminho para a legitimação de espaços radicais totalmente negros, o que possibilitou a criação das Filhas de Assata.

## Objetivos
As Filhas de Assata adotaram e ampliaram o Programa de Dez Pontos do Partido dos Panteras Negras, acrescentando um 11º ponto. O Programa de Dez Pontos dos Panteras Negras era:
1. Queremos liberdade. Queremos poder para determinar o destino de nossa comunidade negra.
2. Queremos pleno emprego para nosso povo.
3. Queremos o fim do roubo de nosso povo pelos capitalistas de nossa comunidade negra.
4. Queremos moradia decente, adequada para abrigar seres humanos.
5. Queremos educação para nosso povo que exponha a verdadeira natureza dessa sociedade americana decadente. Queremos uma educação que nos ensine nossa verdadeira história e nosso papel na sociedade atual.
6. Queremos que todos os homens negros sejam isentos do serviço militar.
7. Queremos o fim imediato da brutalidade policial e do assassinato de pessoas negras.
8. Queremos a liberdade para todos os homens negros detidos em prisões e cadeias federais, estaduais, municipais e do condado.
9. Queremos que todos os negros, quando levados a julgamento, sejam julgados por um júri de seu grupo de pares ou por pessoas de suas comunidades negras, conforme definido pela Constituição dos Estados Unidos.
10. Queremos terra, pão, moradia, educação, vestuário, justiça e paz.

O 11º ponto das Filhas de Assata é:
1. O direito à autodeterminação de gênero e sexualidade.

## Cronograma de eventos e manifestações

### 2015
- Em março de 2015, a organização Filhas de Assata foi fundada por Page May, Caira Conner e Ariel Perkins para protestar contra a falta de resposta à morte de Eric Garner.[4]
- Em outubro de 2015, as Filhas de Assata ajudaram a planejar e depois participaram de um protesto na Conferência da Associação Internacional de Chefes de Polícia (IACP) em Chicago. As Filhas de Assata e outros grupos ativistas disseram que protestaram contra a conferência para chamar a atenção para a violência sancionada pelo Estado.[11]
- Em novembro de 2015, após o protesto da IACP, as Filhas de Assata continuaram a se manifestar contra a militarização da polícia [en] em uma carta que foi coescrita por We Charge Genocide [en], #Not1More e BYP100.[12]

### 2016
- Em 16 de fevereiro, as Filhas de Assata se juntaram a vários grupos antideportação e outros grupos ativistas para bloquear a rua em frente ao escritório de campo da Immigration and Customs Enforcement (Serviço de Imigração e Controle de Aduanas dos Estados Unidos da América - ICE) no centro de Chicago.[6]
- Em 24 de fevereiro, as Filhas de Assata participaram dos protestos #ByeAnita para criticar que a Procuradora do Estado Anita Alvarez levou um ano para responder oficialmente ao assassinato de Laquan McDonald pelo policial em serviço de Chicago, Jason Van Dyke.[13][14]
- Em março, as Filhas de Assata citaram o que descreveram como a retórica racista de Donald Trump como a razão pela qual protestaram contra seu comício em Chicago, cancelado depois que os protestos se tornaram violentos.[15]
- Em 20 de abril, as Filhas de Assata protestaram do lado de fora do gabinete do prefeito Rahm Emanuel com a BYP100, Black Lives Matter: Chicago e Fearless Leading by the Youth para pedir que o policial de Chicago Dante Servin fosse demitido sem benefícios e para exigir financiamento para a Universidade Estadual de Chicago [en].[16][17]
- Em julho, as Filhas de Assata expandiram sua atividade de protesto ao se solidarizar com manifestantes indígenas contra o gasoduto Dakota Access [en].[18]

### 2017 e 2018
Em 2017, a Filhas de Assata recebeu uma doação de US$ 25.000 do jogador de futebol americano Colin Kaepernick. Kaepernick doou novamente para a organização em 2018, contribuindo com US$ 20.000. Sua contribuição foi complementada por US$ 10.000 do comediante Hannibal Buress e outros US$ 10.000 da atriz Yara Shahidi [en].

### 2019
Em 2019, a sede da organização Filhas de Assata foi confiscada e demolida pela cidade de Chicago depois que a cidade considerou o prédio estruturalmente insalubre. A demolição ocorreu após dois incêndios danificarem a faixa de lojas onde a sede estava localizada.

## Grandes protestos

### Morte de Eric Garner
Em julho de 2014, Eric Garner foi morto durante uma abordagem policial em Staten Island, Nova York. Relatórios policiais e relatos de testemunhas oculares divergem sobre o motivo da abordagem, com a polícia afirmando que Garner resistiu à prisão após ser confrontado por vender cigarros não tributados, enquanto as testemunhas sugerem que Garner havia apenas interrompido uma briga entre duas pessoas que fugiram antes da chegada da polícia. O policial Daniel Pantaleo utilizou um estrangulamento contra Garner, o que é proibido pela política do departamento, levando à morte de Garner. Os protestos começaram logo após sua morte, já que nenhuma acusação foi apresentada contra o policial.
A Filhas de Assata foi fundada oito meses após a morte de Garner, porque, segundo a cofundadora Page May, os protestos contra a morte de Garner pela polícia foram organizados principalmente por pessoas idosas e brancas. O primeiro protesto que May organizou contra a morte de Eric Garner, em janeiro de 2015, envolveu um grupo de cerca de 20 pessoas. O protesto ocorreu no dia de Martin Luther King Jr. e acabou crescendo até incluir cerca de 700 participantes, muitos dos quais eram crianças. Pouco tempo depois, o grupo se autodenominou Filhas de Assata e começou a se reunir regularmente.

### #ByeAnita
Anita Alvarez foi Procuradora do Estado do Condado de Cook, Illinois, de 2008 até perder sua candidatura à reeleição em 2016. Alvarez foi alvo das Filhas de Assata e de outras organizações ativistas em Chicago durante sua campanha de reeleição devido ao seu histórico de não processar policiais por várias formas de discriminação, perjúrio e outras condutas impróprias com motivação racial.
Os manifestantes citaram o assassinato de Rekia Boyd [en], em 2012, uma mulher afro-americana de 22 anos, nas mãos do policial de Chicago Dante Servin, com um cartaz que dizia "Justiça para Rekia, nenhum voto para Anita". Servin atirou e matou Boyd enquanto ela estava perto da casa dele com um grupo de pessoas; Servin alegou ter visto uma arma no grupo, mas o objeto era um telefone celular. Alvarez era a Procuradora do Estado na época e acusou Servin de homicídio involuntário, acusação da qual ele foi absolvido em 2015.
As Filhas de Assata também protestaram contra Alvarez porque seu escritório recebeu imagens de vídeo que mostravam o policial de Chicago Jason Van Dyke atirando em Laquan McDonald 16 vezes, incluindo três tiros disparados quando McDonald já estava no chão e não se movia mais. Ela recebeu a filmagem duas semanas após o tiroteio, mas não apresentou queixa contra Van Dyke até treze meses depois. Durante a candidatura de Alvarez à reeleição, as Filhas de Assata penduraram 16 faixas em Chicago, para corresponder às 16 balas disparadas contra McDonald, com slogans como “#ByeAnita”, “#AdiosAnita 16 tiros e um encobrimento” e “Blood on the Ballot” (Sangue nas cédulas).